# Ophiomyia solanicola
Ophiomyia solanicola är en tvåvingeart som beskrevs av Spencer 1963. Ophiomyia solanicola ingår i släktet Ophiomyia och familjen minerarflugor. Inga underarter finns listade i Catalogue of Life.